# Почётненское сельское поселение
Почётненское се́льское поселе́ние (укр. Почетненське сільське поселення, крымскотат. Тузла кой юрту, Tuzla köy yurtu) — муниципальное образование в составе Красноперекопского района Республики Крым России.

## География
Поселение расположено на севере района, в степном Крыму, на Перекопском перешейке, на западном берегу солёного озера Красное и северном — озера Старое. Граничит на севере с Филатовским и на западе и юге с Совхозненским сельскими поселениями.
Площадь поселения 57,76 км².
Основная транспортная магистраль — региональная автодорога 35Н-305 (от шоссе граница с Украиной — Джанкой — Феодосия — Керчь) (по украинской классификации — С-0-10734).

## Население
| 2001  | 2014  | 2015  | 2016  | 2017  | 2018  | 2019  |
| ----- | ----- | ----- | ----- | ----- | ----- | ----- |
| 2132  | ↘1740 | ↗1743 | ↘1727 | ↘1690 | ↘1653 | ↘1640 |
| 2020  | 2021  |       |       |       |       |       |
| ↘1618 | ↗1764 |       |       |       |       |       |

## Состав сельского поселения
Поселение включает 2 населённых пункта:
| № | Населённый пункт | Тип населённого пункта | Население на 2014 год |
| - | ---------------- | ---------------------- | --------------------- |
| 1 | Почётное         | село, центр            | ↘1247                 |
| 2 | Пятихатка        | село                   | ↘493                  |

## История
Почётненский сельсовет был образован между 1960 годом, когда он ещё не существовал и 1 января 1968 года. На тот год в совет входили 6 сёл:

| - Кураевка - Почётное - Пятихатка | - Рисовое - Совхозное - Таврическое |

К 1977 году создан Совхозненский сельсовет, в который, кроме Совхозного перешли Кураевка, Рисовое и Таврическое. В Почётненский же включили Карпову Балку и Филатовку, позже выделенные в Филатовский сельсовет. С 12 февраля 1991 года сельсовет в восстановленной Крымской АССР, 26 февраля 1992 года переименованной в Автономную Республику Крым. По Всеукраинской переписи 2001 года население совета составило 2132 человека. С 21 марта 2014 года в составе Крыма аннексировано Россией. Законом «Об установлении границ муниципальных образований и статусе муниципальных образований в Республике Крым» от 4 июня 2014 года территория административной единицы была объявлена муниципальным образованием со статусом сельского поселения.